# دو فینستروالد
دو فینستروالد (انگلیسی: Dow Finsterwald؛ زادهٔ ۶ سپتامبر ۱۹۲۹) یک گلف‌باز است.